# Форт Рипли (Минесота)
Форт Рипли (енгл. Fort Ripley) град је у америчкој савезној држави Минесота.

## Демографија
По попису из 2010. године број становника је 69, што је 5 (-6,8%) становника мање него 2000. године.
| Група             | 2000.      | 2010.      |
| Белци             | 70 (94,6%) | 67 (97,1%) |
| Афроамериканци    | 0 (0,0%)   | 0 (0,0%)   |
| Азијати           | 0 (0,0%)   | 1 (1,4%)   |
| Хиспаноамериканци | 3 (4,1%)   | 0 (0,0%)   |
| Укупно            | 74         | 69         |